# Weng im Innkreis
Weng im Innkreis är en ort och kommun  i Österrike. Den ligger i distriktet Braunau am Inn i förbundslandet Oberösterreich, 240 kilometer väster om huvudstaden Wien. 
Kommunen består av 16 orter (Ortschaften) (inom parentes invånarantal 1 januari 2024):

- Appersting (125)
- Bauerding (90)
- Bergham (70)
- Buch (42)
- Burgstall (42)
- Elling (44)
- Gunderding (30)
- Harterding (52)
- Hauserding (34)
- Hunding (55)
- Leithen (20)
- Mankham (40)
- Pirath (27)
- Riedlham (28)
- Weng im Innkreis (733)
- Wernthal (23)